# Microtus californicus
El topillo californiano (Microtus californicus) es una especie de roedor de la familia Cricetidae.

## Distribución geográfica
Se encuentra en California y Oregón.